# Michel Poncet de La Rivière (mort en 1728)
Pour les articles homonymes, voir Michel II et Poncet.
Michel Poncet de la Rivière, est le 61e évêque d'Uzès, dont l'épiscopat se poursuit pendant plus d'un demi-siècle de 1677 à 1728.

## Biographie
Un prélat du nom de Louis Barbier de La Rivière, favori de Gaston d'Orléans, fut évêque de Langres. Toutefois, Michel Poncet de La Rivière est le fils de Pierre (Ier) Poncet de La Rivière et de Catherine Lattaignant. Son frère, Vincent-Mathias ou Mathias Poncet de La Rivière († 1693) a été intendant d'Alsace, de Metz en 1673, de Bourges en 1676 avant d'être nommé président du Grand Conseil le 11 septembre 1676. Son neveu et homonyme Michel Poncet de La Rivière a été évêque d'Angers et son petit neveu Mathias Poncet de La Rivière évêque de Troyes
Michel Poncet de La Rivière est conseiller du roi, docteur de Sorbonne, abbé commendataire des abbayes de Saint-Éloi-Fontaine près de Chauny au diocèse de Noyon et de Notre-Dame du Breuil-Benoît, et se qualifiait évêque et comte. Désigné comme évêque en 1677 il est confirmé le 14 mars 1678 et consacré en mai suivant par François de Harlay de Champvallon l'archevêque de Paris. Dans son diocèse, il fit bâtir le séminaire, dont il posa la première pierre le 25 février 1715. Il poursuivit et obtient la sécularisation de son chapitre de chanoines par une bulle du pape Clément XI, fulminée par l'évêque de Nîmes le 21 mai 1726. Il soutint avec énergie les droits de l'évêché attaqués à diverses reprises par les ducs d'Uzès. Il meurt à Paris le 18 novembre 1728 et il est enseveli dans l'église Saint-Gervais-Saint-Protais.

### Armoiries
Poncet de la Rivière porte d'azur à une gerbe d'or, supportant à dextre et à senestre deux colombes affrontées et becquetant et surmontée d'une étoile, le tout d'or.